# Megaron Txucarramãe
Kayapó Mebêngôkre, nascido Megaron Txucarramãe, (aldeia Kapotnhinore, município de Luciana - 9 de setembro de 1950), é uma importante liderança do povo Kayapó, da Região amazônica do Brasil e sobrinho do cacique Raoni Metuktire.

## Biografia e carreira
Sua trajetória como líder e defensor dos direitos indígenas começou desde cedo, quando testemunhou os desafios enfrentados por seu povo devido à invasão de terras, à exploração predatória e à destruição ambiental em suas regiões tradicionais. Essas experiências moldaram sua determinação em lutar pelos direitos territoriais e pela preservação da cultura e identidade Kayapó.
Megaron desempenhou um papel fundamental na demarcação do Parque Indígena do Xingu, situado na porção Nordeste do estado do Mato Grosso. Em 1971, ingressou na Fundação Nacional do Índio (Funai) após ter contato e formação com os irmãos Villas-Bôas. Ocupou inicialmente o cargo de diretor do Parque Indígena do Xingu e, posteriormente, o de coordenador regional da Funai de Colíder (MT), sendo o primeiro administrador indígena em uma administração regional da Funai.
Ainda hoje, Megaron dedica-se avidamente à defesa dos povos indígenas e do meio ambiente. Ele tem participado de mobilizações, protestos e conferências, tanto no Brasil quanto internacionalmente, para denunciar a invasão ilegal de terras, a exploração irresponsável de recursos naturais e os impactos negativos das atividades agropecuárias e mineradoras na Amazônia. Além disso, tem se envolvido em projetos de fortalecimento e preservação cultural, valorizando as tradições e conhecimentos ancestrais do seu povo.

O líder Kayapó continua ativo na cena política e literária, sendo uma voz crucial para o movimento indígena. Sua atuação como líder, ativista e defensor dos direitos indígenas é um exemplo de coragem e comprometimento. Sua carta escrita em 1980 relata a história de invasões e mudanças impostas aos Kayapó em suas terras tradicionais. Orlando Villas-Bôas, que era Diretor do Parque na época, incentivou o deslocamento da comunidade de Megaron e seu povo para diferentes locais dentro do Parque Indígena do Xingu. Megaron destaca o impacto da estrada BR 080 na questão territorial e a luta constante do seu povo em defesa da terra, além de denunciar a negligência da Fundação Nacional dos Povos Indígenas e expressar que a terra do Brasil sempre pertenceu aos povos indígenas, mas eles foram sistematicamente desavisados de suas terras pelos colonizadores brancos. Ele ressalta que o problema enfrentado pelos indígenas não é apenas da FUNAI ou do Governo, mas sim de toda a sociedade branca que historicamente ignorou e desrespeitou os direitos dos povos originários. A carta termina com um pedido para que a FUNAI, juntamente com o Governo, demarque as terras dos povos indígenas, garantindo a proteção e preservação de seus territórios tradicionais. Antes de encerrar com sua assinatura, ele escreve: "O problema do índio é de todos os brancos".